# Archidiecezja dublińska
Archidiecezja dublińska (ang. Archdiocese of Dublin, irl. Ard-Deoise Bhaile Átha Cliath, łac. Archidioecesis Dublinensis) – archidiecezja metropolitalna Kościoła rzymskokatolickiego w Irlandii. Została ustanowiona w 633 jako diecezja, status archidiecezji uzyskała w 1152.